# Liparis miostomus
Liparis miostomus is een straalvinnige vissensoort uit de familie van snotolven (Cyclopteridae). De wetenschappelijke naam van de soort is voor het eerst geldig gepubliceerd in 1954 door Matsubara & Iwai.